# قلعة (مسلسل)
قلعة (بالإنجليزية: Citadel)‏ هو مسلسل خيال علمي دراما أمريكي قادم من بطولة ريتشارد مادن، بريانكا شوبرا، ستانلي توتشي وليزلي مانفيل. من المقرر صدوره في 28 أبريل 2023 على منصة أمازون برايم فيديو من إنتاج "روسو برثرس". والمسلسل نال بطولة ريتشارد مادن وبريانكا تشوبرا جوناس في دور وكلاء القلعة ميسون كين وناديا سينه على التوالي، مع ستانلي توتشي وليزلي مانفيل من بين الممثلين الرئيسيين.
بميزانية إنتاج تبلغ 300 مليون دولار أمريكي، يُصنف الموسم الأول المكون من ست حلقات كواحد من أغلى البرامج التلفزيونية. في مارس 2023، تم تجديد المسلسل لموسم ثانٍ. تم عرض الموسم الأول لأول مرة في 28 أبريل 2023، مع حلقتين الأولى والثانية، وكان للنقاد آراء متباينة حول المسلسل.

## روابط خارجية
قلعة على موقع IMDb (الإنجليزية)
- قلعة على موقع ميتاكريتيك (الإنجليزية)
- قلعة على موقع روتن توميتوز (الإنجليزية)
- قلعة على موقع فيلمافينيتي (الإسبانية)
- قلعة على موقع ألو سيني (الفرنسية)
- قلعة على موقع قاعدة بيانات الفيلم (الإنجليزية)